# Domino’s Pizza

Zasięg działalności Domino’s Pizza

Domino’s Pizza, Inc. – amerykańska sieć pizzerii działająca na rynku międzynarodowym. Spółka powstała w 1960 roku, a jej siedziba mieści się w Ann Arbor, w stanie Michigan. Podstawowym produktem oferowanym przez Domino’s Pizza  są pizze, choć w ofercie znajdują się także inne dania, przystawki oraz desery. Działalność przedsiębiorstwa obejmuje dostawę zamówień do klienta.
Domino’s Pizza jest największą pod względem wielkości sprzedaży siecią pizzerii w Stanach Zjednoczonych, pobijając uprzednio dominujące Pizza Hut. W 2012 roku sieć liczyła ponad 9000 obiektów gastronomicznych, z czego ponad 3000 poza granicami tego kraju. Spółka jest notowana na giełdzie NYSE (symbol akcji: DPZ).

Sieć obecnie posiada około sześćdziesięciu punktów w Polsce. Dodatkowo, w grudniu 2020 właściciel polskich punktów sieci przejął około sześćdziesięciu kolejnych punktów - marki Pizza Dominium. Obecnie przejęte restauracje identyfikują się nazwą "Dominium by Domino’s".

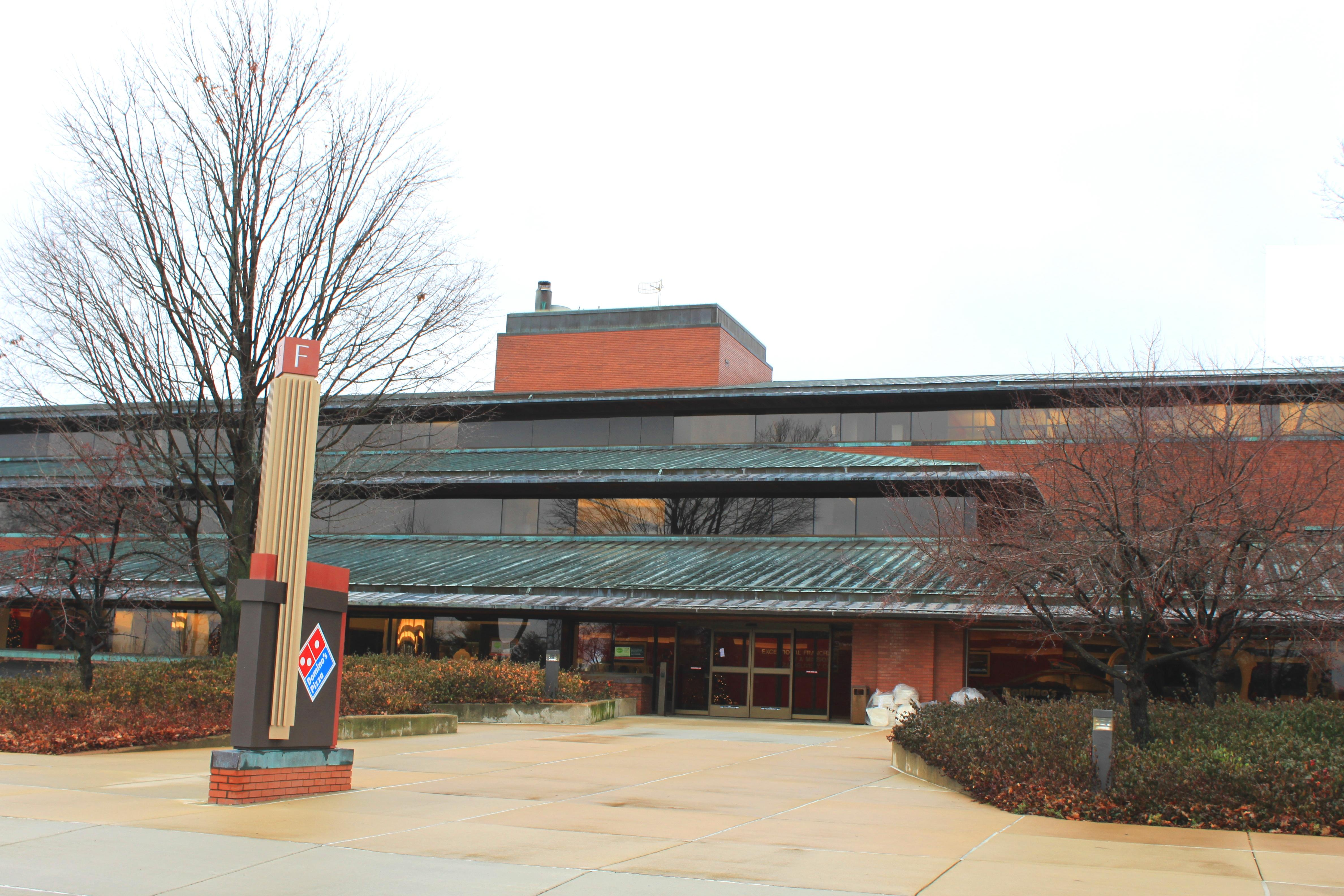
Siedziba firmy Domino’s Pizza w Ann Arbor